# Jerzy Przygodzki
Jerzy Przygodzki (ur. 13 lipca 1920 w Warszawie, zm. 9 lutego 1979 tamże) – polski artysta grafik, architekt wnętrz, plakacista.

## Życiorys
Ukończył gimnazjum im. J. Lelewela oraz dwuletnie kursy techniczne inż. M. Gajewskiego w Warszawie.
Podczas II wojny światowej, w latach 1943–1944, w wyniku łapanki ulicznej przebywał na Pawiaku, a później w Majdanku. Podczas transportu do innego obozu, udało mu się zbiec. Brał udział w walkach o wyzwolenie Warszawy i Bydgoszczy, przełamanie Wału Pomorskiego, oraz o zdobycie Kołobrzegu i Berlina.
Po demobilizacji 2 lutego 1946 roku powrócił do rodziny mieszkającej na ziemiach odzyskanych w Kowarach, a następnie wyjechał do Warszawy. Tam uczęszczał do Wyższej Szkoły Sztuk Plastycznych (PWSSP). Był uczniem profesora Jana Kurzątkowskiego. Dyplom ukończenia studiów uzyskał w 1952 roku na Wydziale Architektury Wnętrz Akademii Sztuk Pięknych w Warszawie.
Jerzy Przygodzki zmarł 9 lutego 1979 roku w Warszawie, pochowany został na Cmentarzu Komunalnym Północnym.

## Praca zawodowa
W latach 1952–1956 projektował głównie wnętrza sklepów, a od roku 1956 współpracował z Wydawnictwem Artystyczno-Graficznym (WAG) – później Krajowa Agencja Wydawnicza (KAW).
W październiku 1951 r. został przyjęty do Sekcji Architektury Wnętrz Związku Polskich Artystów Plastyków (ZPAP). We wrześniu 1977 roku został przeniesiony do sekcji Grafiki tegoż Związku.

### Projektowanie wnętrz, mebli, wystawiennictwo
W latach pięćdziesiątych Jerzy Przygodzki wykonał projekty kilkunastu warszawiackich sklepów W 1951 r. był autorem wnętrz mebli do Domu Kultury Związków Zawodowych Prac Budowlanych w Warszawie. Projektował wnętrza pracowni architektonicznych oraz część pokoi biurowych w Pałacu Kultury w Katowicach-Szopienicach.
Przed 1957 r. był też autorem 5 wystaw dla Ministerstwa Przemysłu Drzewnego i Papierniczego oraz dla Spółdzielczości. Współpracował również przez wiele lat z Instytutem Wzornictwa Przemysłowego dla którego projektował liczne meble do wnętrz mieszkalnych.
Jako artysta, a zwłaszcza jako projektant mebli, przypisywał duże znaczenie zasadzie funkcjonalizmu, która w jego rozumieniu oznaczała nie tylko ukształtowanie dane przedmiotu zgodnie z jego przeznaczeniem, lecz również stosowanie zasady oszczędnej dekoracji, podkreślającej naturalne właściwości surowca (głównie drewna) i techniki jego obróbki

#### Nagrody i wyróżnienia
- II i III nagroda w konkursie – pokazie dekoracji witryn sklepowych w Centralnym Domu Towarowym (1958 r.)
- II nagroda Ministerstwa Kultury i Sztuki za całokształt pracy twórczej we wzornictwie (1960 r.)
- I i III nagroda w zorganizowanym konkursie przez Spółdzielnię „Plastyka” na projekty mebli oraz na nowe wzory lamp oświetleniowych (1960 r.).
- Wyróżnienie w zorganizowanym przez Ład w konkursie na meble mieszkalne oraz nagrodę w konkursie zorganizowanym z okazji I Targów Wzornictwa za projekt regału (1961 r.)

### Grafika użytkowa
Jest twórcą licznych form wydawniczych w szczególności plakatów, ulotek, broszur, plansz dydaktycznych. Znaczna część plakatów poświęcona była bezpieczeństwu i higienie pracy jak np. pochodzący z 1957 r. plakat „Nie lekceważ skaleczeń”. Z tego samego roku pochodzi również znany plakat „Uwaga dźwig”.
Kompozycje plakatowe działały skrótem formy, dążeniem do doprowadzenia wyrazu plastycznego do symbolu, nieomal do znaku. Dzięki temu jego prace graficzne były czytelne, sugestywne i jednoznaczne w działaniu.
Wiele plakatów wykonał na zlecenie Głównego Komitetu Przeciwalkoholowego. Tworzył też plakaty popularyzujące PZU, LOT-u, Centrali Handlu Zagranicznego.

#### Nagrody i wyróżnienia
- II nagroda w konkursie zorganizowanym przez WAG z zakresu bezpieczeństwa ruchu drogowego (1951 r.)
- II nagroda w konkursie zorganizowanym przez WAG z zakresu bezpieczeństwa ruchu drogowego (1957 r.) za plakat „Koniec zabawy na jezdni”
- Wyróżnienia honorowe w konkursie na najlepszy plakat miesiąca – plakat PZU „Auto-casco” (luty 1967)
- Wyróżnienia honorowe w konkursie na najlepszy plakat miesiąca – plakaty popularyzujące honorowe dawstwo krwi „Dzięki twej krwi żyję (czerwiec 1970) „Twoja krew ich zdrowie” (czerwiec 1971).

### Wystawy
- 1961 – Plakat w XV-lecie PRL, Zachęta Narodowa Galeria Sztuki;
- 1963 – Udstilling af Polacco Moderno, Rzym;
- 1965 – Wystawa plakatu z okazji XV-lecia WAG;
- 1966 – „Od Młodej Polski do naszych dni” Muzeum Narodowe w Warszawie;
- 1967 – współautor wraz z Andrzejem Kowalewskim wystawy objazdowej „Sport polski” prezentowanej w Wielkiej Brytanii, Francji i USA.
- 1971 Wystawa plakatu politycznego, Muzeum Plakatu w Wilanowie;
- 1971 Człowiek pracy w sztuce, Poznań;
- 1973 Polski plakat polityczny społeczny w 30-lecie PRL, Mus. Fur Teutsch Geschichte w Berlinie;
- 1974 Bezpieczeństwo i higiena pracy w plakacie, Muzeum Plakatu w Wilanowie;
- 1979 Dziecko w sztuce plakatu, Muzeum Plakatu w Wilanowie.

Największą kolekcją plakatów Jerzego Przygodzkiego posiada Muzeum Plakatu w Wilanowie, w którego zbiorach znajdują się 63 plakaty w tym blisko połowę stanowią plakaty bhp

### Odznaczenia
- brązowy medal „Zasłużonym na polu chwały”
- brązowy medal „Za Zwycięstwo nad Niemcami”
- medal „Za Wyzwolenie Warszawy”
- medal „Za Zwycięstwo nad Niemcami w Wojnie Narodowej 1941-1945”
- medal „Za udział w walkach o Berlin”

## Galeria

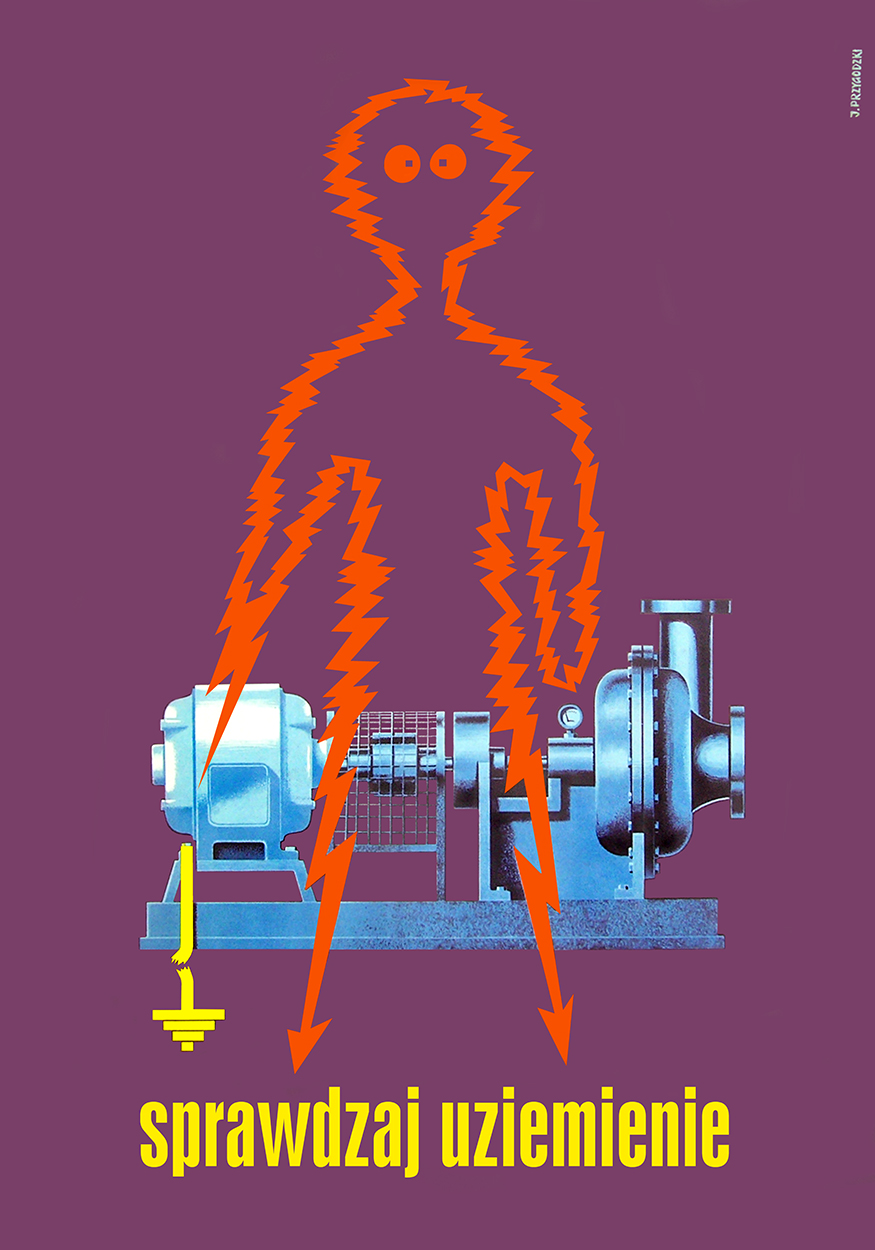
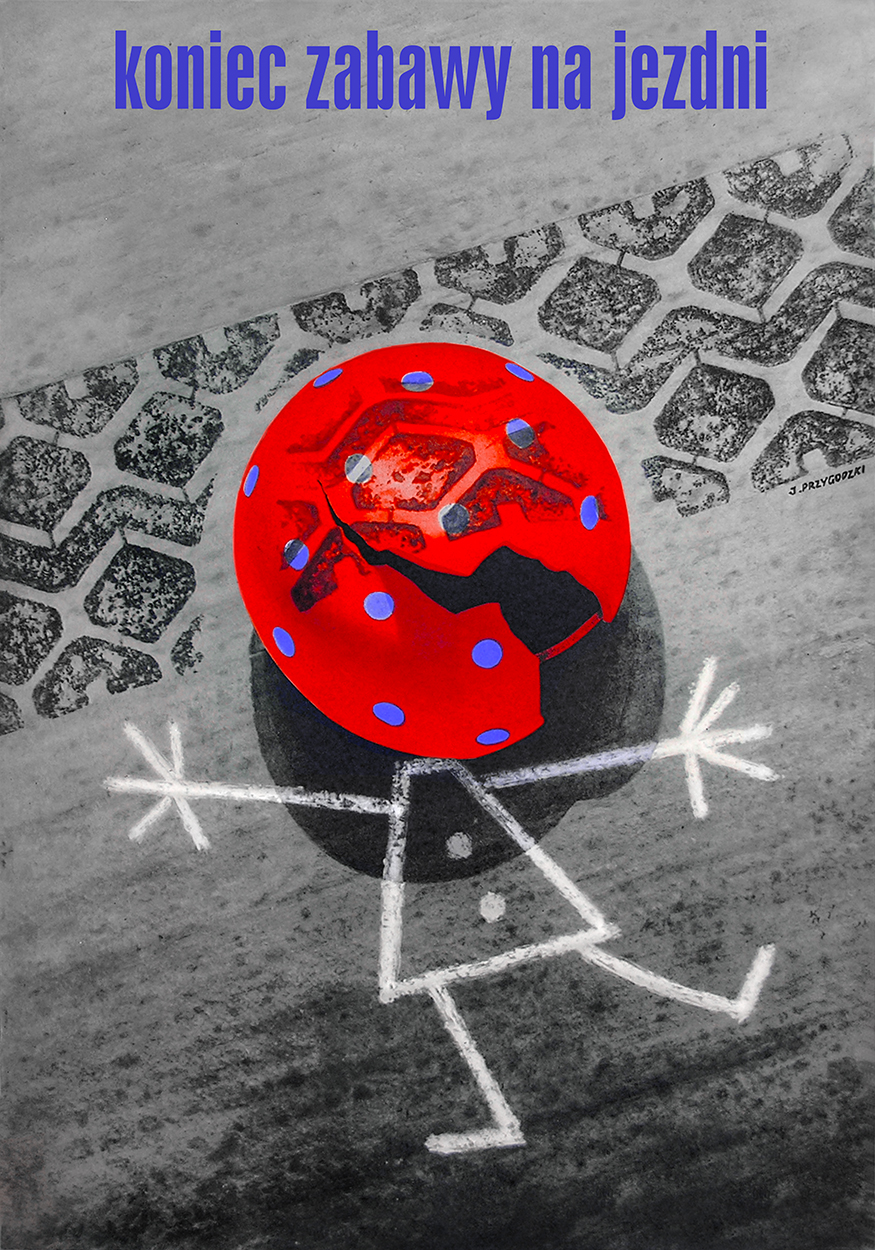
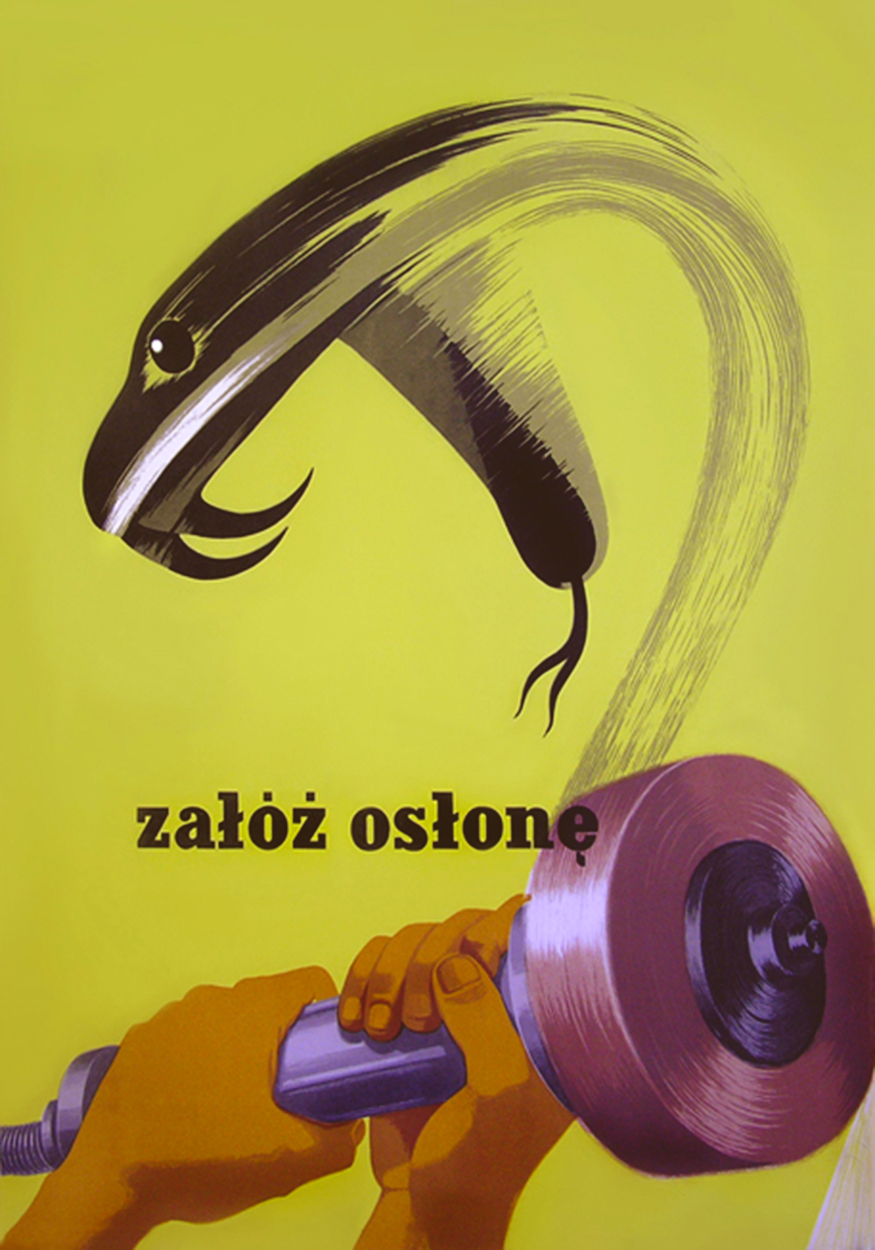
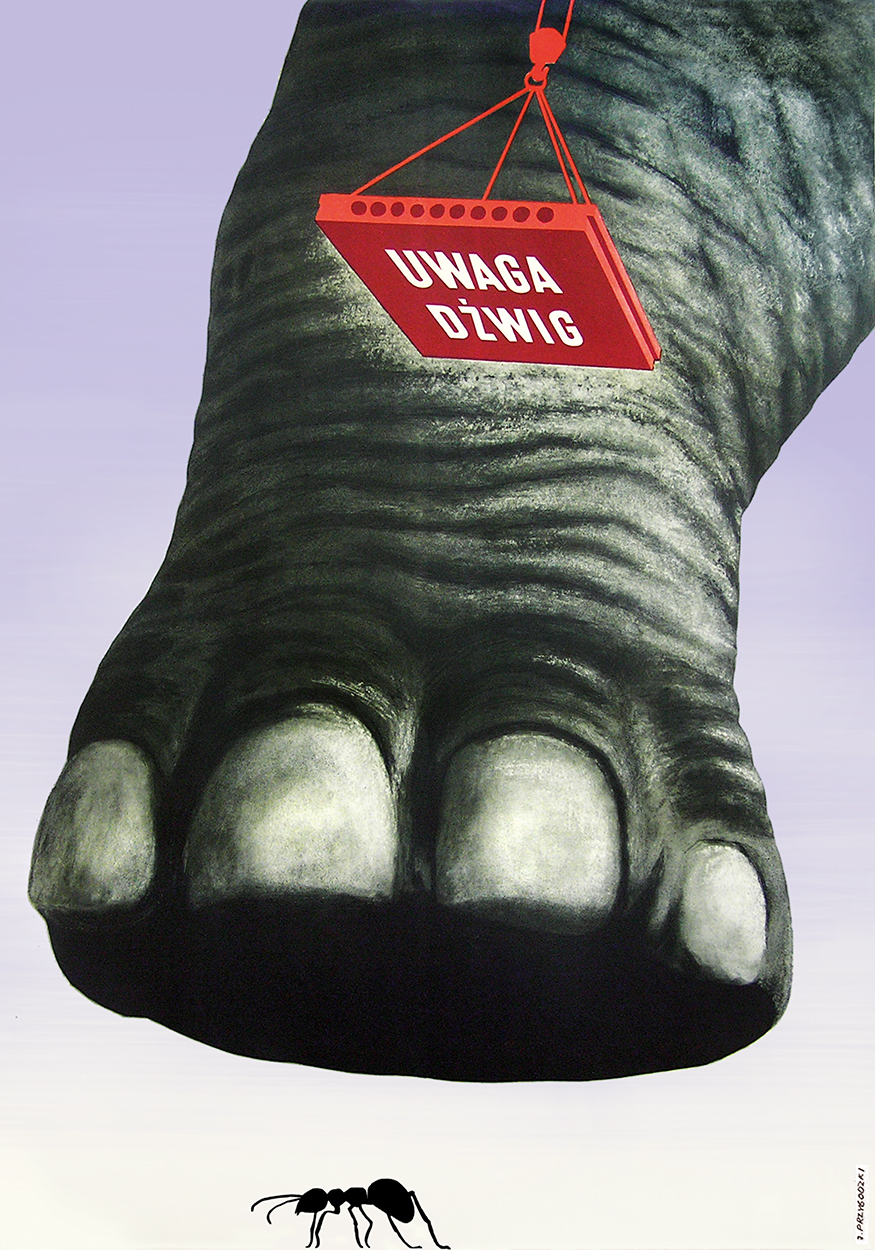
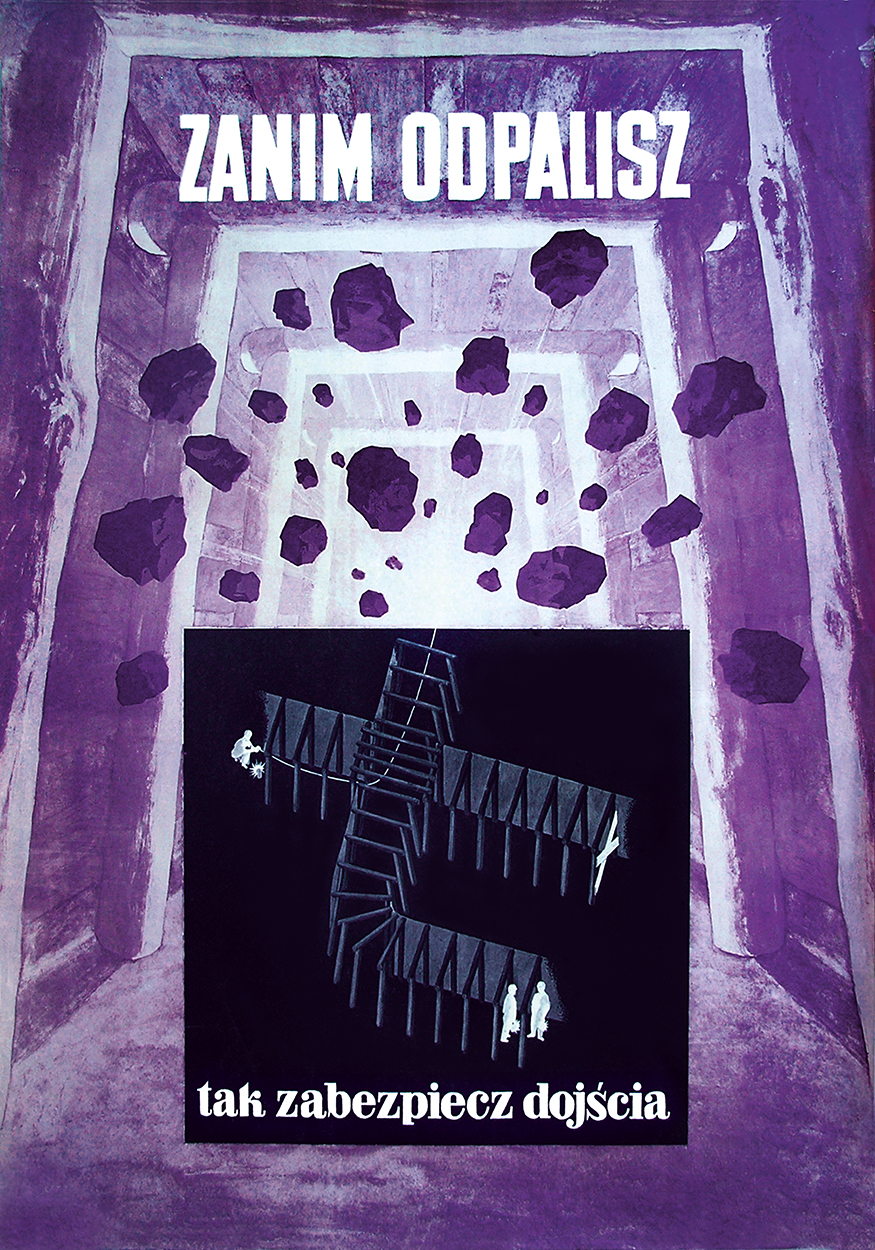